# Villacrecianos
Los villacrecianos, también llamados seguidores de la observancia franciscana de Pedro de Villacreces, fueron un grupo reformista de la Orden de Frailes Menores que existió entre 1403 y 1471.
Fue iniciado como reforma observante de la orden por el fraile Pedro de Villacreces, teólogo y predicador castellano, en 1376, con la fundación del eremitorio de Santa María de la Salceda en Tendilla (Guadalajara). Tuvo un rápido desarrollo, fundándose las comunidades de Domus Dei de La Aguilera (1404), San Antonio de La Cabrera (1405) y Scala Coeli de El Abrojo (1415). Un destacado colaborador de Pedro de Villacreces fue San Pedro Regalado.

## Características
La observancia villacreciana se caracterizaba por el retorno al espíritu primigenio de la orden, pero con un notable incremento de la austeridad y las penitencias. Estaban muy influidos para las corrientes franciscanas espirituales, especialmente por el joaquinita Ubertino da Casale. Otras características son el amor a la pobreza, la aversión al dinero y el espíritu de plegaria, el amor a los pobres y la limosna como entrega obligatoria al pobre de aquello que uno tiene, no como una donación graciosa.
En el Memorial de oficios que regulaba la vida conventual se lee:

Las limosnas demasiadas e non necesarias no les deben recibir ni demandar, antes con toda la fortaleza de corazón las deben esquivar, creyendo con toda fe que las tales se roban a los pobres e han de dar cuenta de ellas como ladrones e robadores. Los dineros aunque los den por interpuesta persona, deben responder que les den a otros pobres, tanta cuenta deben hacer de ellos como del estiércol de las bestias e de los hombres.

Al principio, cultivó una manera de vivir eremítica, rodeado la iglesia del convento de ermitas dispersas que cada fraile construía y donde hacían vida de penitencia y retiro. La vida comunitaria se hacía a los oficios, comidas, etc. La reclusión, el silencio, la dieta frugal, las horas de plegaria (hasta doce o trece al día), el establecimiento de las comunidades en lugares apartados de los poblados, eran normas de la observancia. El estudio, habitual en otras ramas de la orden, sólo se autorizaba a un número reducido de frailes.
A pesar de la radicalidad de la reforma, las comunidades estaban totalmente sujetas a la autoridad de los ministros generales de la orden, los franciscanos conventuales, pues Villacreces no quería crear una nueva orden ni que los conventos reformados se separaran de la orden, sino vivir en el seno de este de una manera más rigurosa.
Villacreces, preocupado por "medir el tiempo y ocuparlo todo sin que pudiese haber ociosidad" redactó el Memorial de los oficios activos y contemplativos de los frailes menores, que sirvió como reglamento de las comunidades.

## Desarrollo

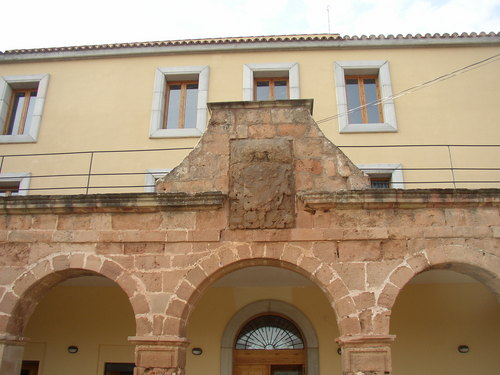
Monasterio de Nuestra Señora de Vico, fundado por Lope de Salazar.

Villacreces, junto a Lope de Salazar, asistió al Concilio de Constanza de 1418, donde obtuvo del papa Martín V las Constituciones apostólicas que reconocían la reforma oficialmente: se aprobaba la austeridad de las fundaciones y su dependencia de los ministros generales de los franciscanos, ya que, a diferencia de los franciscanos observantes, Villacreces prefería seguir en el seno de la orden conventual.
Fray Pedro de Santoyo (c. 1377-1431), discípulo de Villacreces formado en La Aguilera, se marchó a Tierra Santa y, al volver, entró en contacto con reformadores franciscanos italianos, entre ellos Bernardino de Siena. Se separó de la reforma villacreciana  para iniciar una de una nueva todavía más estricta y rigurosa, que se unió a la Observancia en 1432, y que fue declarada custodia independiente en 1477, con 23 conventos, integrándose en el nuevo movimiento reformista de los franciscanos descalzos.
Lope de Salazar y Salinas (Burgos, c. 1393-1463), a su vez, fue el continuador de Villacreces y fundó entre 1424 y 1454, ocho conventos en las provincias de Burgos y Logroño; con el tiempo, constituyeron una custodia independiente, la Custodia de Santa María de los Menores, dentro de la provincia franciscana de Castilla, siempre sujeta a la autoridad de los franciscanos conventuales. Contó con la protección de Pedro Fernández de Velasco, conde de Haro. También fundó tres comunidades femeninas (Briviesca, Belorado y Santa Gadea) que en 1460 dejarán la regla de la Tercera Orden de San Francisco para adoptar la de las clarisas.
Entre 1454 y 1463, Salazar fundó cinco comunidades nuevas y redactó escritos donde se defendía de las acusaciones de exceso de rigor que hicieron a algunos miembros de los conventos fundados por Pedro de Santoyo. También redactó las primeras constituciones de la custodia, en 1457: Memorial de la vida y ritos de la custodia de Santa María de los Menores. Pío II les concedió diversos privilegios (1460).
Mientras tanto, san Pedro Regalado sucedió Villacreces al frente de las casas de La Aguilera y El Abrojo. El papa había propuesto incorporarlas a la Observancia cuando muriera Villacreces, pero Regalado se opuso firmemente y consiguió mantenerlas bajo la jurisdicción del general conventual, como había estado el deseo del fundador.
Posteriormente, de los conventos de esta observancia surgieron importantes figuras, como Francisco Jiménez de Cisneros, arzobispo de Toledo y gobernador del Reino de Castilla o Juan de Zumárraga, primer arzobispo de México y defensor de los indios, que había sido superior de El Abrojo.
Cuando se produje la separación entre franciscanos observantes y franciscanos conventuales en 1446, los primeros con vicarios independientes de los ministros y capítulos diferenciados, los conventos se adscribieron a una u otro rama de la orden: los fundados por Santoyo  entraron a la familia observante, mientras que los de Villacreces y Salazar obtuvieron de Nicolás V la posibilidad de ser observantes pero dentro de la orden conventual.
Aparecieron entonces vicarías y custodias nuevas: la vicaría de Castilla, bajo la autoridad de fray Alfonso Borox, la de Santiago con Juan de Santa María, la de Sevilla y la de Santoyo con Luis de Saja. Alfonso Borox intentó, hasta que murió en 1469, que todos los reformados por Villacreces, Santoyo y Salazar, dependieran los vicarios de los observantes: en 1471 la custodia de Salazar y en 1481 la de La Aguilera fueron sometidas a la jurisdicción de los vicarios de los franciscanos observantes.